# Hockey Pico Mirandola
L'Hockey Pico Mirandola è una squadra hockeistica fondata nel 1954 che milita nella Serie B del campionato italiano di hockey su pista. La squadra fa parte della Polisportiva "Giovanni Pico della Mirandola", con sede a Mirandola, in provincia di Modena.

## Storia

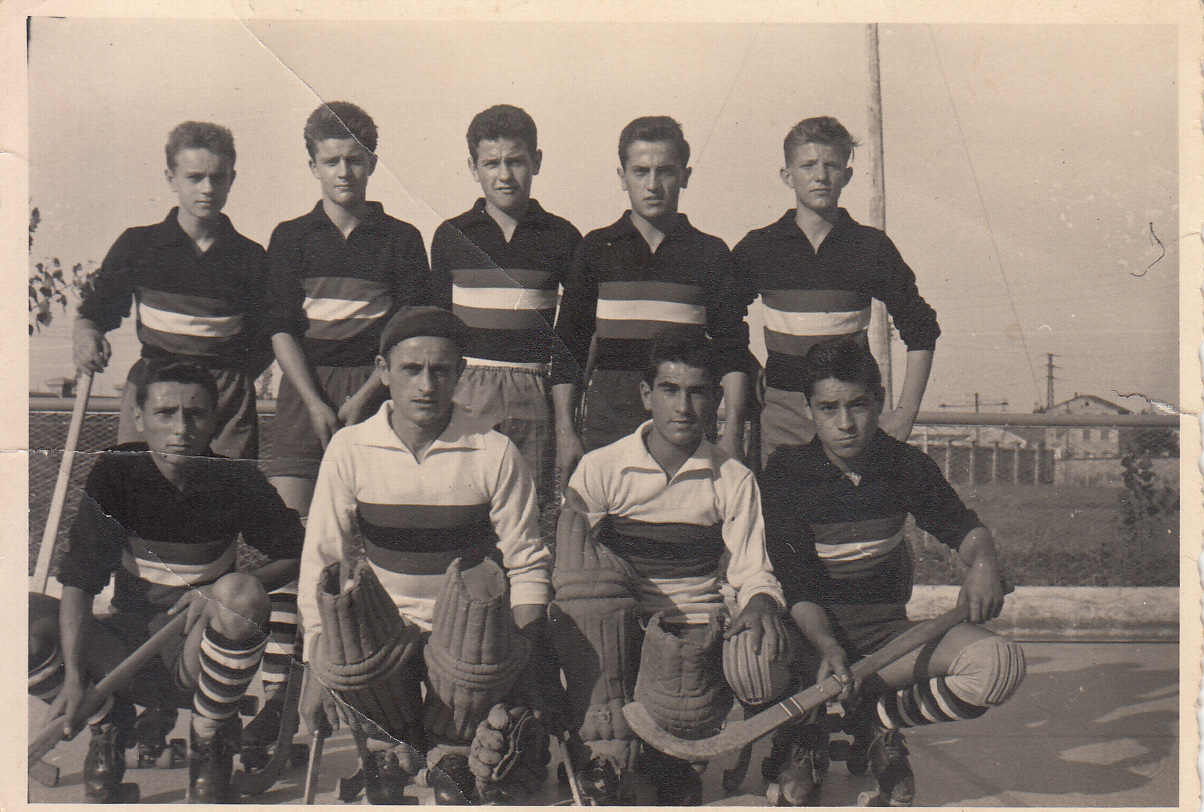
Hockey Mirandola nel 1955

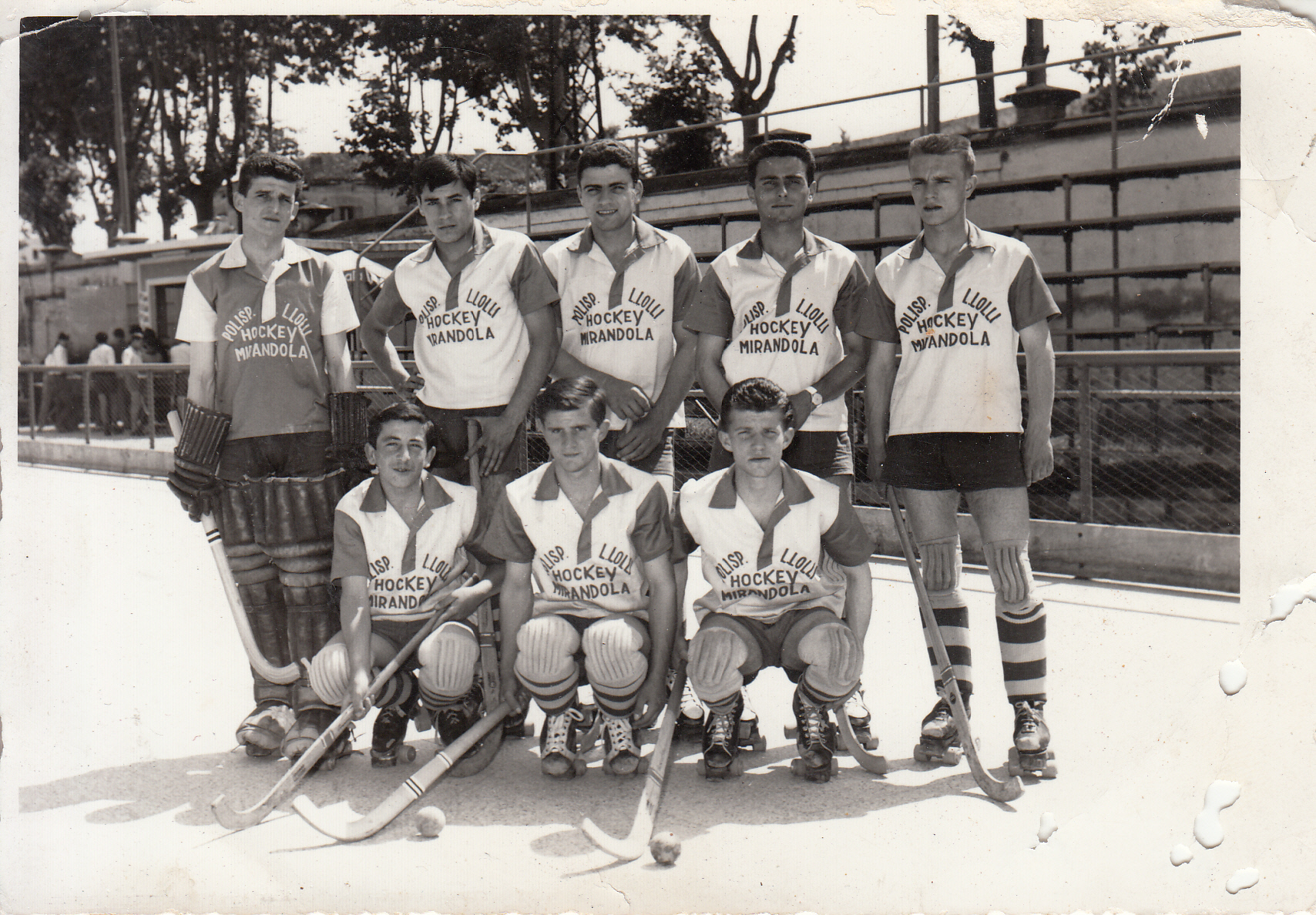
La squadra della Polisportiva Lolli sulla pista esterna a fianco dello stadio (1958)

La disciplina dell'hockey su rotelle venne promossa a Mirandola a partire dal 1954, quando Candio Forapani fondò la prima squadra locale, denominata Hockey Mirandola, che partecipò al campionato di Promozione, giocando le partite casalinghe sulla nuova pista appositamente realizzata dall'amministrazione comunale a fianco dello stadio Libero Lolli. Nel 1956 venne attivata la Polisportiva Libero Lolli, che assorbì la squadra hockeistica, promuovendo altresì il pugilato; l'anno successivo, sotto la guida del presidente Quinto Michelini, partecipò al primo campionato nazionale di serie C, riuscendo a salvarsi nonostante le scarse risorse dell'epoca. Dopo tre campionati in serie C, nel 1961 la squadra ottiene la promozione in serie B, grazie alla rinuncia del CSI Reggio Emilia, che peraltro aveva vinto lo spareggio per la promozione.
In questa epoca, la squadra hockeistica della Polisportiva Lolli fu molto affiatata e i dirigenti fecero il massimo per promuovere i propri giocatori a livello nazionale: si giunse così nel 1962 allo spareggio per la promozione in serie A contro l'Hockey Bassano, giocato nel campo neutro di Lodi, vinto però dalla squadra veneta (3-2) dopo una gara memorabile. Pochi anni dopo, a causa di difficoltà economiche, la squadra dovette chiudere.
Nel 1971 la squadra di hockey mirandolese venne rifondata all'interno della Polisportiva Giovanni Pico (che si occupava anche di atletica leggera, pallacanestro e pattinaggio artistico), ripartendo dal settore giovanile diretto Luciano Pedretti e Bruno Malavasi, colonne storiche dell'hockey mirandolese, a cui presto si aggiunse Giovanni Costa (meglio noto come Gianni). Dopo numerosi successi, nel 1975 l'Hockey Pico riuscì a guadagnarsi il campionato di Promozione. Grazie alla tenacia di Gianni Costa, nel 1976 i giovani della categoria Allievi vinsero il campionato nazionale UISP e nel 1979 la squadra senior ritornò meritatamente a militare nella serie C, anche se per una sola stagione, di nuovo per problemi finanziari, oltre che per il richiamo alla leva militare dei giocatori più forti.
Ripartendo dalla Promozione, dopo appena un anno l'Hockey Pico riconquistò la serie superiore, nonostante l'abbandono di diversi giocatori di talento verso squadre più blasonate. Dalla stagione 1981-1982 la squadra partecipò alla serie C e, sempre grazie all'entusiasmo di Gianni Costa, nel 1985 riuscì a chiudere il campionato al secondo posto, guadagnando il ritorno in serie B, dove militò per le tre stagioni successive.

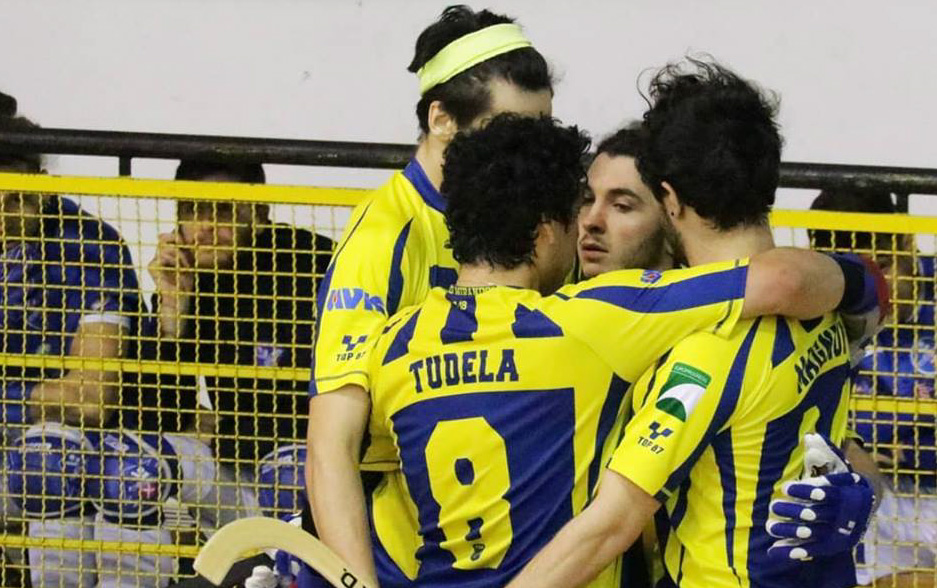
Giocatori dell'Hockey Pico Mirandola

A causa della mancanza di un impianto sportivo idoneo, l'Hockey Pico dovette fermarsi di nuovo, ma il 18 ottobre 1989 venne inaugurato il nuovo Palazzetto dello sport (intitolato nel 2018 alla memoria del motociclista Marco Simoncelli) nella zona del Centro nuoto di Mirandola, che facilitò il mantenimento dell'interesse per lo sport rotellistico. Risale in questi anni l'arrivo dell'hockeista della nazionale angolana Damasio Dos Santos Junior (che chiuse la carriera sportiva a Mirandola e poi ritornò nel suo paese di origine) e il portiere italo-argentino Ruben Alejandro Jofrè, che riuscirono a trascinare la squadra dalla serie C, ottenendo nella stagione 1992-1993 il primo posto in classifica e una nuova promozione in serie B.

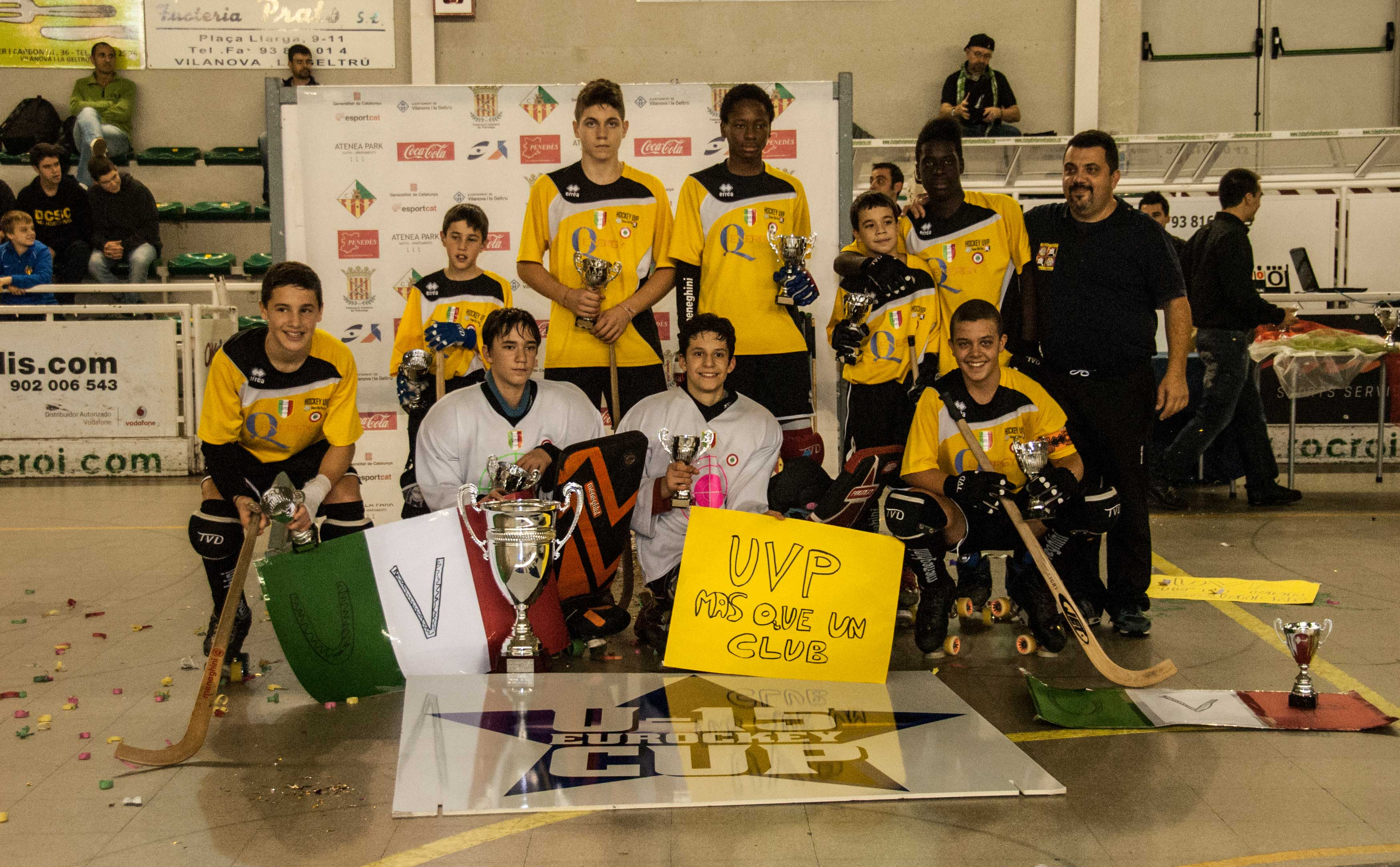
UVP Mirandola-Modena vincitrice dell'Eurockey Cup 2012 under 15

Dopo diverse stagioni altalenanti e continue ripartenze, nel 2011 venne annunciata la fusione della Polisportiva Pico di Mirandola con la Polisportiva Villa d'Oro di Modena, dando vita alla UVP (Unione Villa-Pico). In questi anni la squadra giovanile vinse tre scudetti nelle categorie under 15, under 17 e under 20, una coppa Italia e un'edizione dell'Eurockey Cup under 15.
Nel 2014 la squadra fu rifondata partecipando al campionato nazionale di serie B, che nella stagione 2016-2017 chiuse al primo posto del girone A, consentendole così di giocarsi gli ottavi di finale del 12-13-14 maggio 2017 a Matera: inaspettatamente, i giocatori mirandolesi riuscirono a battere in finale il Montebello con il punteggio di 9-5, laureandosi campioni d'Italia di serie B e ottenendo la prima storica promozione al girone unico nazionale della Serie A2.
Nel campionato 2017-2018, l'Hockey Pico Mirandola riescì a guadagnarsi la salvezza a tre giornate di anticipo, dopo un campionato molto duro. Nel campionato 2018-2019 arrivò il nuovo allenatore Adriano Vaccari, ma la squadra chiuse all'11º posto della classifica, ritornando in Serie B.
Il campionato di Serie B 2019-2020 venne interrotto alla settima giornata  (quando l'Hockey Pico si trovava al terzo posto) e poi annullato a causa della pandemia di COVID-19 in Italia.

## Cronistoria
| Cronistoria dell'Hockey Pico Mirandola |
| --- |
| - 1954 - Fondazione della Società Hockey Mirandola. Si iscrive al campionato di Promozione. - 1955 - Promozione. Inattiva a fine campionato. - 1956 - Fondazione della Polisportiva Libero Lolli. - 1957 - Serie C. - 1958 - Serie C. - 1959 - Serie C. - 1960 - Serie C. - 1961 - Serie C Promossa in Serie B. - 1962 - Serie B. - 1963 - Serie B. La squadra B in Promozione Promossa in Serie C. - 1964 - Serie B. Squadra B: Serie C. - 1965 - Serie B. - 1966 - Serie B Retrocessa in Serie C. - 1967 - Serie C. - 1968 - Serie C. - 1969 - Serie C. - 1970 - Attività non disputata per motivi finanziari. - 1971 - Fondazione della Polisportiva Giovanni Pico della Mirandola. - 1972 - Rifondazione della squadra giovanile. - 1973 - Campionato esordienti e ragazzi. - 1974 - Campionati ragazzi e allievi. - 1975 - Serie C. - 1976 - Serie C. - 1977 - Serie C. - 1978 - 1ª in Serie C. - 1979 - Nessuna attività sportiva. - 1980 - Promozione Promossa in Serie C. - 1981-1982 - Serie C - 1982-1983 - Serie C - 1983-1984 - Serie C. - 1984-1985 - 2º in Serie C, girone B Promosso in Serie B. - 1985-1986 - 9º in Serie B, girone A - Retrocesso in Serie C, ma ripescato per ampliamento quadri. - 1986-1987 - 5º in Serie B, girone A. 2º nel girone 1 play-off di retrocessione. Retrocesso in Serie C, ma poi ripescato. - 1987-1988 - 10º in Serie B, girone A. Retrocessa in Serie C. - 1988-1989 - Serie C, inserita nel girone B (sud), rinuncia al campionato. Conserva anzianità e numero di matricola FIHP (0246), ma cambia i colori sociali. - 1989-1990 - Serie C. - 1990-1991 - Serie C, gruppo 2. - 1991-1992 - 5º in Serie C, gruppo 2. - 1992-1993 - 3º in Serie C, gruppo C, 1º ai play-off promozione. Promosso in Serie B. - 1993-1994 - 5º in Serie B, girone C. Retrocesso in Serie C. - 2005-2006 - 6º in Serie B, girone B. - 2006-2007 - 8º in Serie B, girone B. - 2007-2008 - Serie B. - 2008-2009 - 6º in Serie B, girone B. - 2009-2010 - 4º in Serie B, girone D. - 2010-2011 - 6º in Serie B, girone B. - 2011 - Fusione con Polisportiva Villa d'Oro: nasce l'UVP Mirandola. - 2012-2013 - 4º in Serie B, girone A. - 2013-2014 - 2º in Serie B, girone B. 1º in Final Eight, girone A. Vince la finale. Promossa in Serie A2. - 2014-2015 - 5º Serie A2. Perde le semifinali dei Play Off Promozione. - 2015-2016 - 5º in Serie B, girone A. - 2016-2017 - 1º in Serie B, girone A. 1º in Final Eight, girone A. Vince la finale. Promossa in Serie A2. - 2017-2018 - 9ª in Serie A2. - 2018-2019 - 11ª in Serie A2. Retrocessa in Serie B Eliminata alla fase a gironi di Federation Cup. - 2019-2020 - 3ª in Serie B, girone B (campionato interrotto). - 2020-2021 - 4ª in Serie B, girone B. - 2021-2022 - 4ª in Serie B, girone B. - 2022-2023 - 1ª in Serie B, girone B. - 2023-2024 - 1ª in Serie B, girone E. Ripescata in Serie A2 - 2024-2025 - 11ª in Serie A2, girone A. Retrocessa in Serie B - Squadra B: 7ª in Serie B, girone D. Retrocessa in Serie C |

## Colori e simboli
Il colori sociali della squadra sono il giallo e il blu, simboli ufficiali della città di Mirandola.

## Strutture

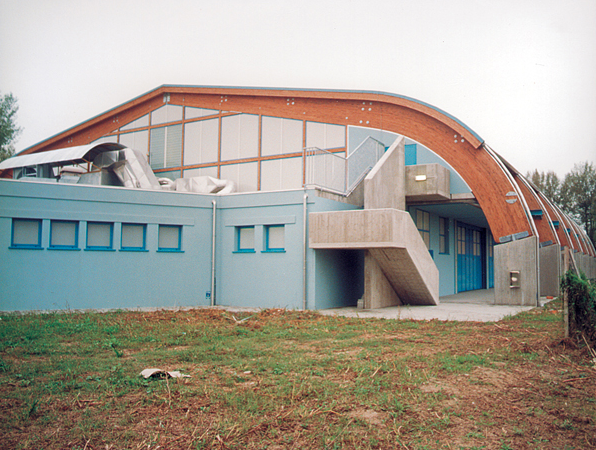
Palazzetto "Marco Simoncelli"

La squadra gioca le partite casalinghe presso il Palazzetto dello sport, inaugurato nel dicembre 1989. Il 12 maggio 2018 il Palazzetto comunale è stato intitolato alla memoria del motociclista Marco Simoncelli.

## Statistiche

### Partecipazioni ai campionati
| Livello | Categoria | Partecipazioni | Debutto   | Ultima stagione | Totale |
| ------- | --------- | -------------- | --------- | --------------- | ------ |
| 2º      | Serie A2  | 3              | 2014-2015 | 2024-2025       | 4      |
| 3º      | Serie B   | 18             | 1962      | 2024-2025       | 42     |
| 3º      | Serie C   | 21             | 1957      | 1992-1993       | 42     |

## Organico

### Staff tecnico
- 1º Allenatore:
- 2º Allenatore:
- Meccanico: